# 林泮
林泮（1438年—1518年），字用養，號成斋，福建閩縣人，民籍。明朝政治人物。

## 生平
天順三年（1458年）福建己卯科乡试中舉。
成化八年（1472年）登壬辰科進士，擔任南京大理寺评事，历升寺副、寺正，后升任廣州府知府。因平定叛亂有功，弘治十一年（1498年）升任广西右参政，奉勑总督粮储兼理屯田。十四年三月升江西右布政使，十五年六月升本司左布政，十八年（1505年）十一月官至順天府府尹，正德二年（1507年）闰正月升户部右侍郎、提督仓场。
正德三年（1508年）八月，擔任南京户部尚書。十月因得罪劉瑾而被令致仕，免職歸鄉。
正德十三年（1518年）九月十三日卒，年八十一。

## 家族
曾祖父林連。祖父林祐。父亲林鈍，举人，曾任兴国教諭，贈工部主事。母王氏。
有兄林清源、弟林濬淵。